# Marcelo Rebelo de Sousa
Marcelo Nuno Duarte Rebelo de Sousa (wym. [mɐɾˈsɛlu ˈnunu ˈdwaɾtɨ ʁɨˈbelu dɨ ˈsozɐ], ur. 12 grudnia 1948 w Lizbonie) – portugalski polityk, prawnik, nauczyciel akademicki, dziennikarz i komentator polityczny, członek konstytuanty, minister, w latach 1996–1999 przewodniczący Partii Socjaldemokratycznej, od 2016 prezydent Portugalii.

## Życiorys
W młodości związany z ruchami katolickimi, działał w Akcji Katolickiej. Ukończył studia prawnicze na Uniwersytecie Lizbońskim, po czym pozostał pracownikiem naukowym tej uczelni. W 1984 obronił doktorat z zakresu nauk prawnych i politycznych, w 1989 objął stanowisko profesora na wydziale prawa Uniwersytetu Lizbońskiego, od 1992 powołany na stanowisko profesora na czas nieokreślony. Wykładał także jako profesor prawa na Portugalskim Uniwersytecie Katolickim w Lizbonie. Pełnił różne funkcje w ramach swojej uczelni, w tym w 2004 został dyrektorem Instytutu Nauk Prawnych i Politycznych.
Od pierwszej połowy lat 70. związany także z dziennikarstwem. Był jednym z współpracowników Francisca Pinto Balsemão przy zakładaniu czasopisma „Expresso”, był m.in. jego dyrektorem zarządzającym. Stworzył także gazetę „Semanário”. Wieloletni analityk i komentator polityczny, prowadził swój program publicystyczny w radiu TSF, podejmował współpracę z portugalskim radiem i telewizją.
W 1974 wstąpił do nowo powstałej centroprawicowej Partii Socjaldemokratycznej. W 1975 wybrany na posła do Zgromadzenia Konstytucyjnego, które w 1976 przygotowało nową Konstytucję Portugalii. Od 1979 do 1982 był przewodniczącym zgromadzenia gminnego w Cascais. Od 1981 był sekretarzem stanu, a następnie w latach 1982–1983 ministrem ds. kontaktów z parlamentem w gabinecie, którym kierował Francisco Pinto Balsemão. W 1989 bez powodzenia ubiegał się o urząd burmistrza Lizbony, przegrywając z Jorge Sampaio. Został natomiast stołecznym radnym miejskim (do 1997), po czym wybrano go na przewodniczącego zgromadzenia gminnego w Celorico de Basto.
Pełnił różne funkcje w strukturze partyjnej PSD, w tym od 29 marca 1996 do 1 maja 1999 był przewodniczącym tego ugrupowania i jednocześnie liderem opozycji.
W 2016 wystartował w wyborach prezydenckich jako kandydat Partii Socjaldemokratycznej i Partii Ludowej. Zwyciężył w pierwszej turze głosowania z 24 stycznia 2016, otrzymując 52% głosów. Urząd prezydenta Portugalii objął 9 marca 2016. W wyborach prezydenckich w 2021 ubiegał się o reelekcję z poparciem PSD i ludowców. Ponownie wygrał w pierwszej turze głosowania (przeprowadzonej 24 stycznia 2021), uzyskując wówczas blisko 61% głosów.

## Odznaczenia
Portugalskie
- Wielki Łańcuch Orderu Wieży i Miecza (2021)
- Wstęga Trzech Orderów (2016, ex officio)
- Krzyż Wielki Orderu Infanta Henryka (2005)[1]
- Komandor Orderu Świętego Jakuba od Miecza (1994)[1]

Zagraniczne
- Order za Wybitne Zasługi (Słowenia, 2021)
- Wielka Gwiazda Odznaki Honorowej za Zasługi dla Republiki Austrii (Austria, 2019)
- Order Krzyża Ziemi Maryjnej I klasy (Estonia, 2019)
- Krzyż Wielki Orderu Słońca Peru (Peru, 2019)
- Order Stara Płanina I stopnia z wstęgą (Bułgaria, 2019)
- Krzyż Wielki Orderu Leopolda (Belgia, 2018)
- Wielki Order Króla Tomisława (Chorwacja, 2018)[8]
- Honorary Companion of Honour with Collar Narodowego Orderu Zasługi (Malta, 2018)
- Łańcuch Orderu Karola III (Hiszpania, 2018)
- Kawaler Krzyża Wielkiego Udekorowany Wielką Wstęgą Orderu Zasługi Republiki Włoskiej (Włochy, 2017)
- Kawaler Orderu Domowego Nassauskiego Lwa Złotego (Luksemburg, 2017)
- Łańcuch Narodowego Orderu Zasługi (Paragwaj, 2017)
- Krzyż Wielki Orderu Zbawiciela (Grecja, 2017)
- Krzyż Wielki Orderu Narodowego Lwa (Senegal, 2017)
- Order Amílcara Cabrala I klasy (Republika Zielonego Przylądka, 2017)
- Łańcuch Order Izabeli Katolickiej (Hiszpania, 2016)
- Krzyż Wielki Legii Honorowej (Francja, 2016)
- Łańcuch Orderu Piusa IX (Stolica Apostolska, 2016)
- Order Orła Białego (Polska, 2023)[9]
- Łańcuch Orderu Gwiazdy Rumunii (Rumunia, 2023)[10]